# ساغیز
ساغیز (قزاقی: Сағыз) یک منطقه مسکونی در قزاقستان است که در استان آتیرائو واقع شده‌است.